# 東田停留場
東田停留場（あずまだていりゅうじょう）は、愛知県豊橋市東田町にある豊橋鉄道東田本線の停留場（電停）。停留場番号は10。

## 歴史
- 1925年（大正14年）7月14日：開業。

## 停留場構造
東田本線で唯一安全地帯のない電停。
乗降場所は、上下線とも交差点を越える前の所にある。交差点を越えたところに当停留所を設置すると自動車が交差点内で停車してしまうため、この措置を適用している。なお、乗降場所では舗装部分の塗装を変えたり、各車両に「乗降中」のランプを設置し、自動車に注意を促している。

## 停留場周辺
- 二連木城（豊橋市仁連木町） - 戸田全久（宗光）による築城
- 全久院 - 戸田全久（宗光）の菩提寺
- 多米街道（豊橋市）
- 市電通り（豊橋市）

## 隣の停留場
豊橋鉄道
■東田本線
東田坂上停留場 (9) - 東田停留場 (10) - 競輪場前停留場 (11)